# ID (LiSAの曲)
「ID」（アイディ）は、LiSAの楽曲で、1作目の配信シングル。2015年12月2日にアニプレックスから配信された。

## 概要
「ID」は、自身初のゲーム主題歌（ PlayStation 4、PlayStation 3、PlayStation Vita用ゲーム『電撃文庫 FIGHTING CLIMAX IGNITION』主題歌）。カップリングの「ギフトギフト」はLiSA初のクリスマスソングになっており、「クリスマスver.」はピアノ・アコギ・聖歌隊・鈴でのアレンジがされている。

## 収録曲
1. ID [3:57]
  - 作詞：LiSA・古屋真、作曲：高橋浩一郎、編曲：PABLO
2. ギフトギフト [4:56]
  - 作詞：LiSA、作曲：小南泰葉、編曲：野間康介（agehasprings）
3. ギフトギフト -クリスマス ver.- [5:05]
  - 作詞：LiSA、作曲：小南泰葉、編曲：野間康介（agehasprings）
4. ID -Instrumental- [3:57]